# Eodiplurina cockerelli
Eodiplurina
Genre
Espèce
Eodiplurina cockerelli, unique représentant du genre Eodiplurina, est une espèce fossile d'araignées mygalomorphes de la famille des Nemesiidae.

## Distribution
Cette espèce a été découverte dans la formation Florissant au Colorado aux États-Unis. Elle date du Paléogène.

## Publication originale
- (en) Alexander Ivanovitch Petrunkevitch, Tertiary Spiders and Opilionids of North America., vol. 25, coll. « Transactions of the Connecticut Academy of Arts and Science », 1922, 211-279 p..